# The Americans (serie televisiva 2013)
(Tagline della serie televisiva)
The Americans è una serie televisiva statunitense di spionaggio, creata da Joe Weisberg per la rete televisiva FX. Ambientata negli anni 1980 sullo sfondo della guerra fredda, è la storia di Elizabeth (Keri Russell) e Philip Jennings (Matthew Rhys), due ufficiali sovietici del KGB che si fingono una coppia di americani sposati che vivono in Virginia, nei sobborghi di Washington, con i loro figli Paige (Holly Taylor) ed Henry (Keidrich Sellati). Il loro vicino Stan Beeman (Noah Emmerich) è un agente dell'FBI che lavora nel controspionaggio.
The Americans è stata trasmessa negli Stati Uniti dal 30 gennaio 2013 al 30 maggio 2018, chiudendosi dopo sei stagioni. La serie ha ricevuto ampi consensi dalla critica: per il finale di serie, Inizio, ha ricevuto due Emmy, miglior attore protagonista in una serie drammatica a Rhys e miglior sceneggiatura per una serie drammatica per Joel Fields e Joe Weisberg, mentre ai Golden Globe 2019 ha conquistato il premio per la miglior serie drammatica. The Americans è stata inoltre candidata a importanti riconoscimenti anche ai Saturn Award, ai Writers Guild of America Award e ai Satellite Award.

## Trama
Washington, 1981. Philip ed Elizabeth Jennings sono due agenti segreti del KGB, membri del direttorato «S» che riunisce le spie sovietiche attive, illegalmente e sotto copertura, all'estero. Nati, cresciuti e addestrati in patria, quindici anni prima erano stati mandati in incognito negli Stati Uniti con l'ordine di spacciarsi per una giovane coppia di americani.
Nonostante il loro matrimonio, durante il quale hanno avuto due figli, fosse inizialmente solo una farsa, con il passare del tempo hanno iniziato a maturare reciprocamente dei sentimenti reali; questi vengono tuttavia messi alla prova sia dagli sviluppi della guerra fredda, poiché i loro superiori ordinano missioni sempre più rischiose pur di riuscire ad acquisire il maggior numero d'informazioni sul nemico, sia dal fatto che Philip, dopo tanti anni vissuti oltreoceano, inizia a sentirsi distante dagli ideali di quel comunismo di cui Elizabeth, al contrario, è ancora una fervente sostenitrice.
Ad accrescere ulteriormente i pericoli già insiti nel loro lavoro sotto copertura, e a complicare i rapporti tra i due, c'è anche il fatto che i loro due figli, Paige ed Henry, ignari della vera identità dei genitori, stanno crescendo come due americani e pertanto vicini ai valori di quel capitalismo che invece la coppia è chiamata a combattere; a ciò si aggiunge l'arrivo come nuovo vicino di casa di Stan Beeman, un agente dell'FBI che sta indagando proprio sulle misteriose spie del direttorato «S».

## Episodi
| Stagione         | Episodi | Prima TV USA | Prima TV Italia |
| ---------------- | ------- | ------------ | --------------- |
| Prima stagione   | 13      | 2013         | 2013-2014       |
| Seconda stagione | 13      | 2014         | 2014-2015       |
| Terza stagione   | 13      | 2015         | 2015-2016       |
| Quarta stagione  | 13      | 2016         | 2016-2017       |
| Quinta stagione  | 13      | 2017         | 2017            |
| Sesta stagione   | 10      | 2018         | 2018            |

## Personaggi e interpreti
- Elizabeth Jennings (stagioni 1-6), interpretata da Keri Russell, doppiata da Francesca Fiorentini.
È una spia del direttorato sovietico denominato «S», che vive da oltre quindici anni a Washington con il partner Philip. Il suo vero nome di battesimo è Nadežda (Надежда), che significa «speranza».
- Philip Jennings (stagioni 1-6), interpretato da Matthew Rhys, doppiato da Francesco Bulckaen.
È il partner di Elizabeth, con cui finge di essere sposato spacciandosi per un ordinario cittadino statunitense. Negli anni passati si è adattato allo stile di vita americano più facilmente di Elizabeth, verso la quale prova sentimenti reali. Il suo vero nome è Mikhail (Михаил) ma è sempre stato chiamato Misha (Миша).
- Stan Beeman (stagione 1-6), interpretato da Noah Emmerich, doppiato da Roberto Draghetti.
È un agente dell'FBI, trasferito alla divisione che si occupa di rintracciare spie nemiche all'interno degli Stati Uniti.
- Sandra Beeman (stagioni 2-3, ricorrente stagioni 1,4), interpretata da Susan Misner, doppiata da Giò Giò Rapattoni.
È la moglie dell'agente Beeman.
- Paige Jennings (stagioni 1-6), interpretata da Holly Taylor, doppiata da Emanuela Ionica.
È la figlia più grande di Philip ed Elizabeth.
- Henry Jennings (stagioni 1-6), interpretato da Keidrich Sellati, doppiato da Gabriele Caprio.
È il figlio più piccolo di Philip ed Elizabeth.
- Chris Amador (stagione 1), interpretato da Maximiliano Hernández, doppiato da Gaetano Varcasia.
È un collega dell'agente Beeman.
- Nina Sergeevna Krilova (stagioni 2-4, ricorrente stagione 1), interpretata da Annet Mahendru, doppiata da Eva Padoan.
È una dipendente della rezidentura, l'ambasciata sovietica di Washington, che l'agente Beeman prova a usare come doppiogiochista.
- Martha Hanson (stagioni 2-4, ricorrente stagione 1, guest star stagione 5), interpretata da Alison Wright, doppiata da Rachele Paolelli.
È la segretaria dell'agente Gaad, il capo di Stan, che Philip sfrutta come informatrice fingendosi un supervisore dei servizi governativi americani.
- Agente Frank Gaad (stagioni 3-4, ricorrente stagioni 1-2), interpretato da Richard Thomas, doppiato da Francesco Prando.
È il diretto superiore dell'agente Beeman.
- Arkady Ivanovich Zotov (stagioni 3-6, ricorrente stagioni 1-2), interpretato da Lev Gorn, doppiato da Stefano Alessandroni.
È il nuovo capo della rezidentura di Washington.
- Oleg Igorevich Burov (stagioni 3-6, ricorrente stagione 2), interpretato da Costa Ronin, doppiato da Alessandro Rigotti.
È un ufficiale tecnico-scientifico, che lavora all'ambasciata sovietica.
- William Crandall (stagione 4), interpretato da Dylan Baker, doppiato da Mino Caprio.
È uno scienziato biochimico militare.
- Claudia (stagione 6, ricorrente stagioni 1-5), interpretata da Margo Martindale, doppiata da Lorenza Biella.
È il secondo supervisore di Philip ed Elizabeth.

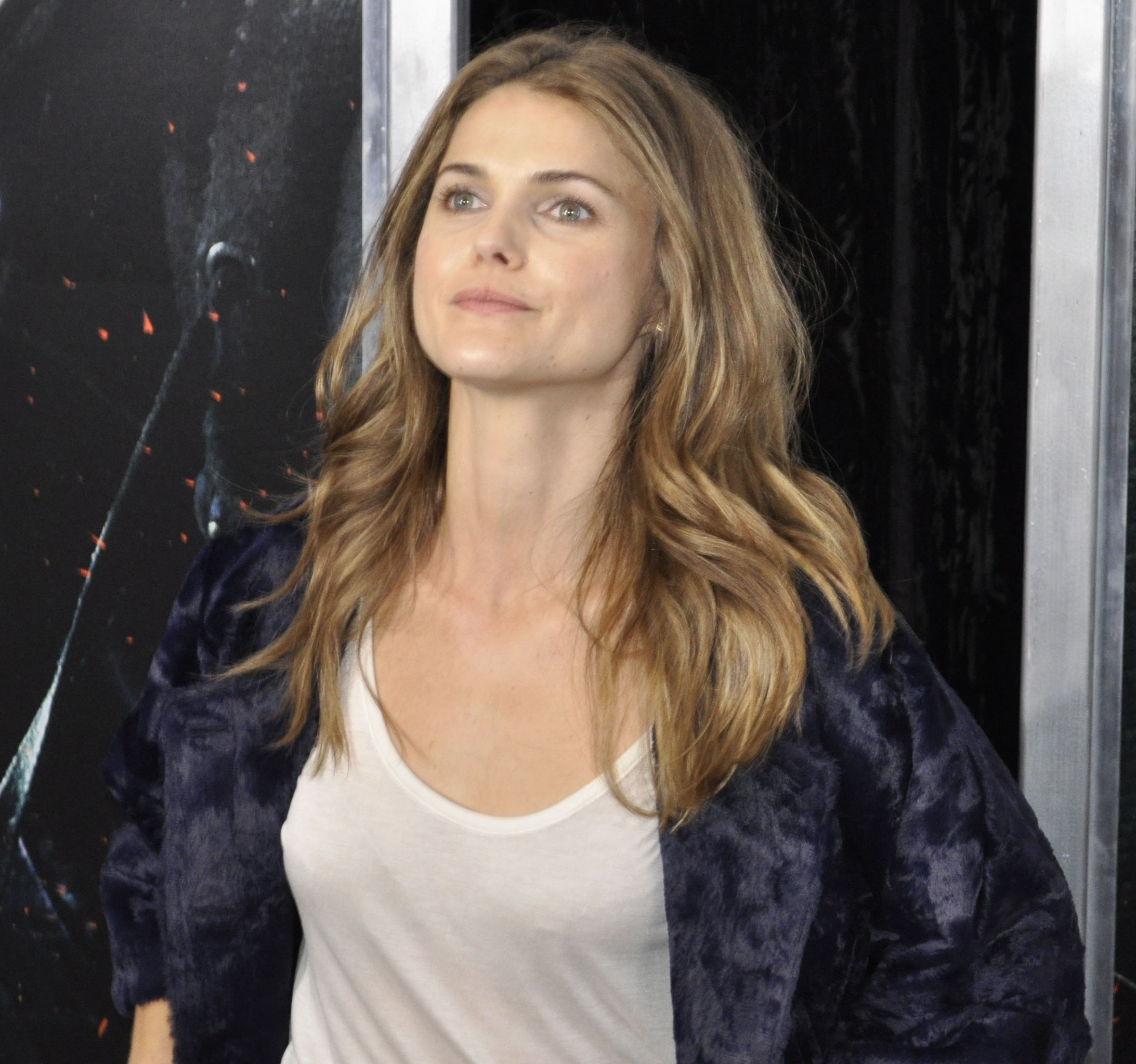
Keri Russell interpreta Elizabeth Jennings
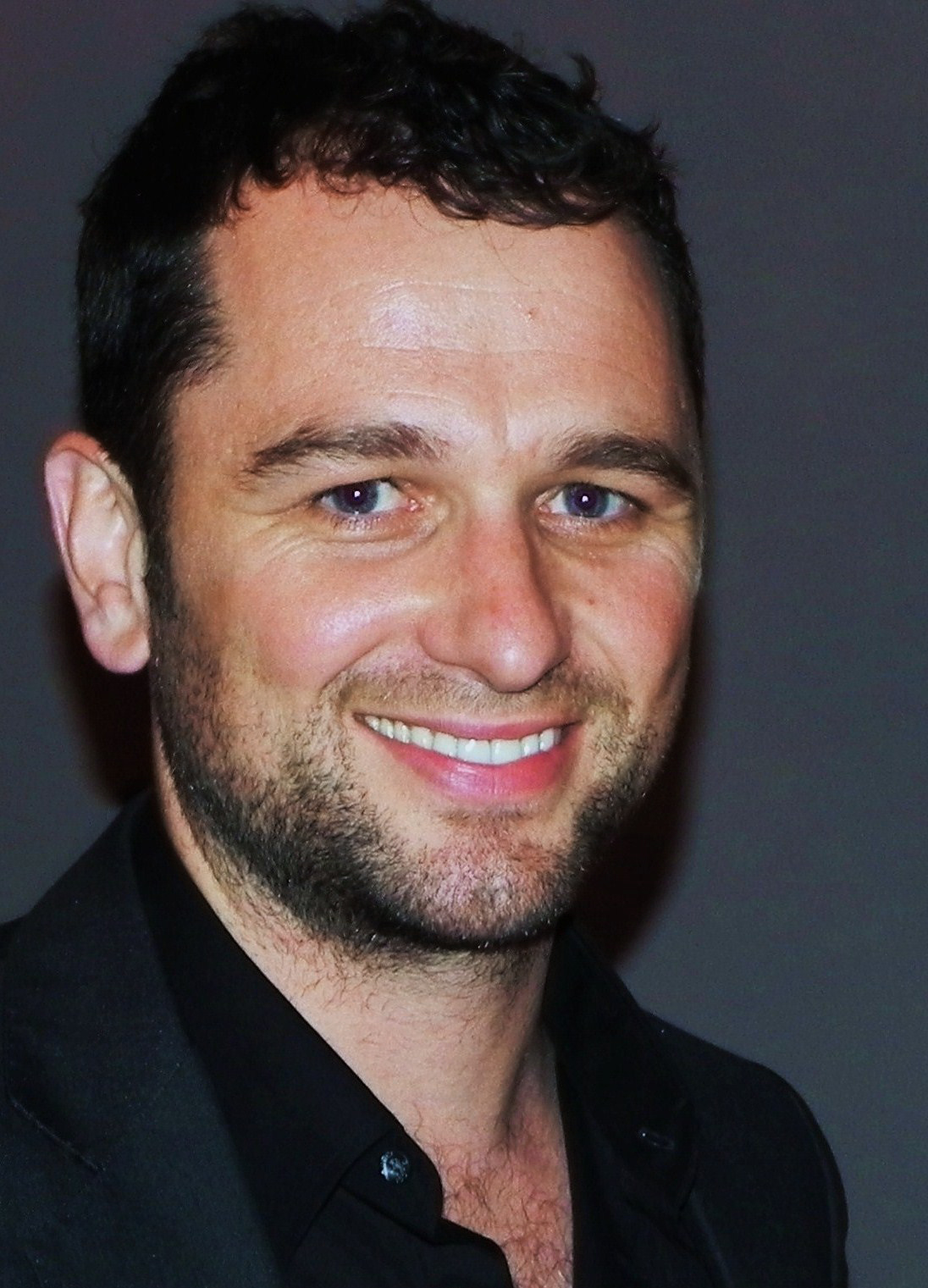
Matthew Rhys interpreta Philip Jennings
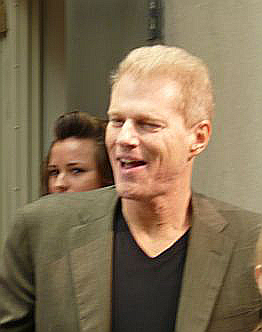
Noah Emmerich interpreta Stan Beeman
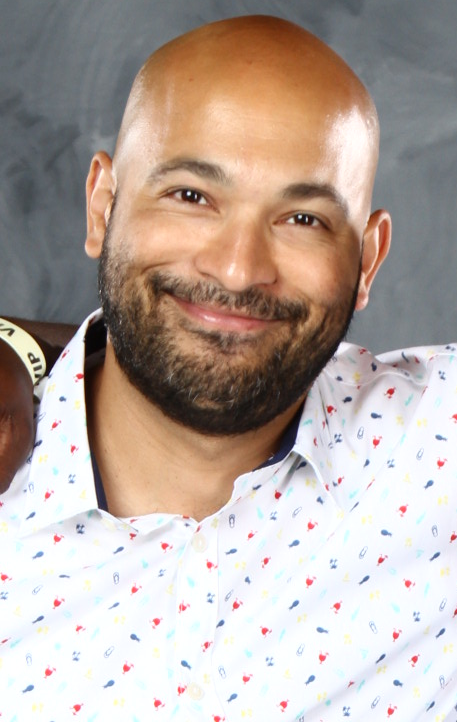
Maximiliano Hernández interpreta Chris Amador
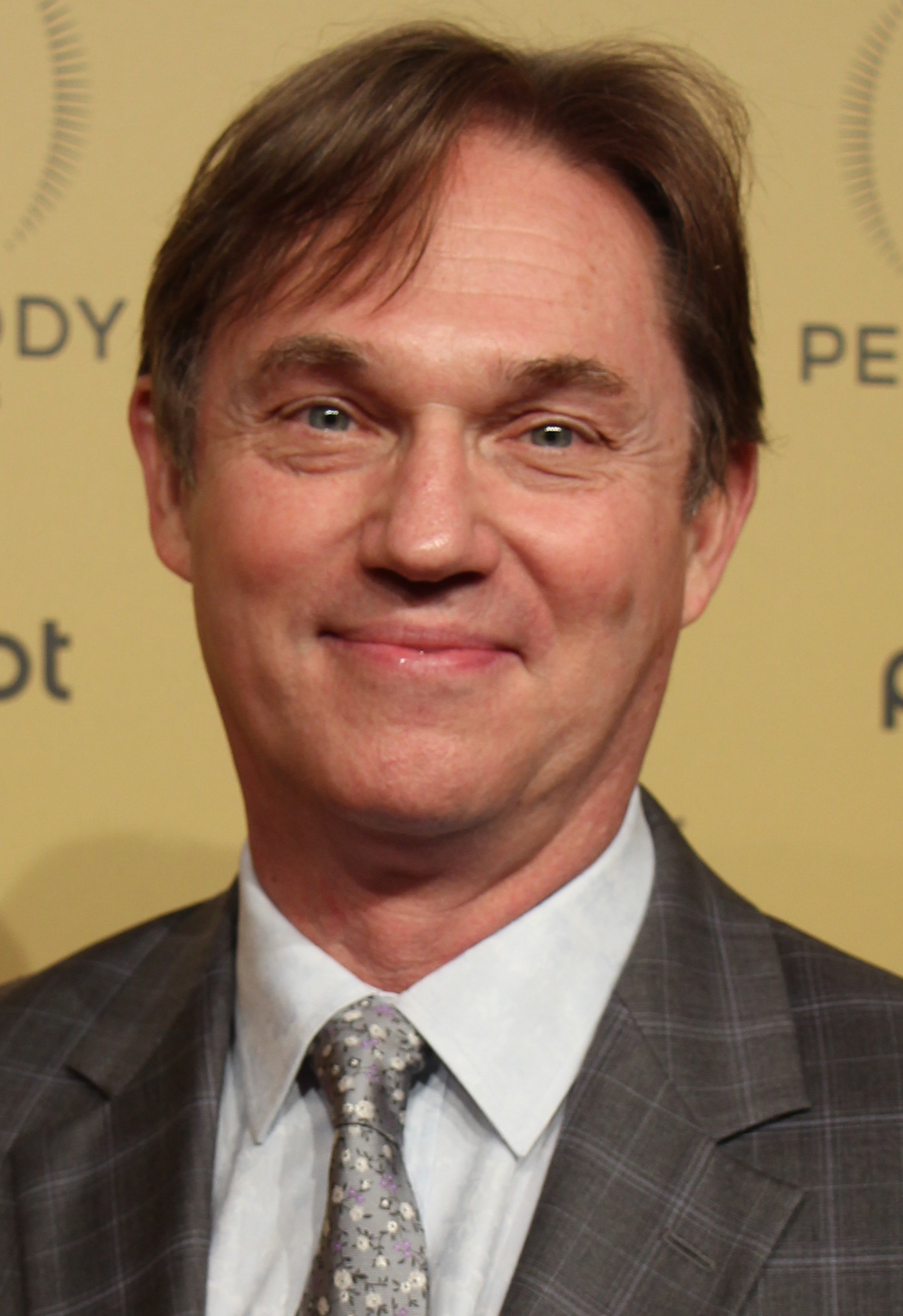
Richard Thomas interpreta Frank Gaad
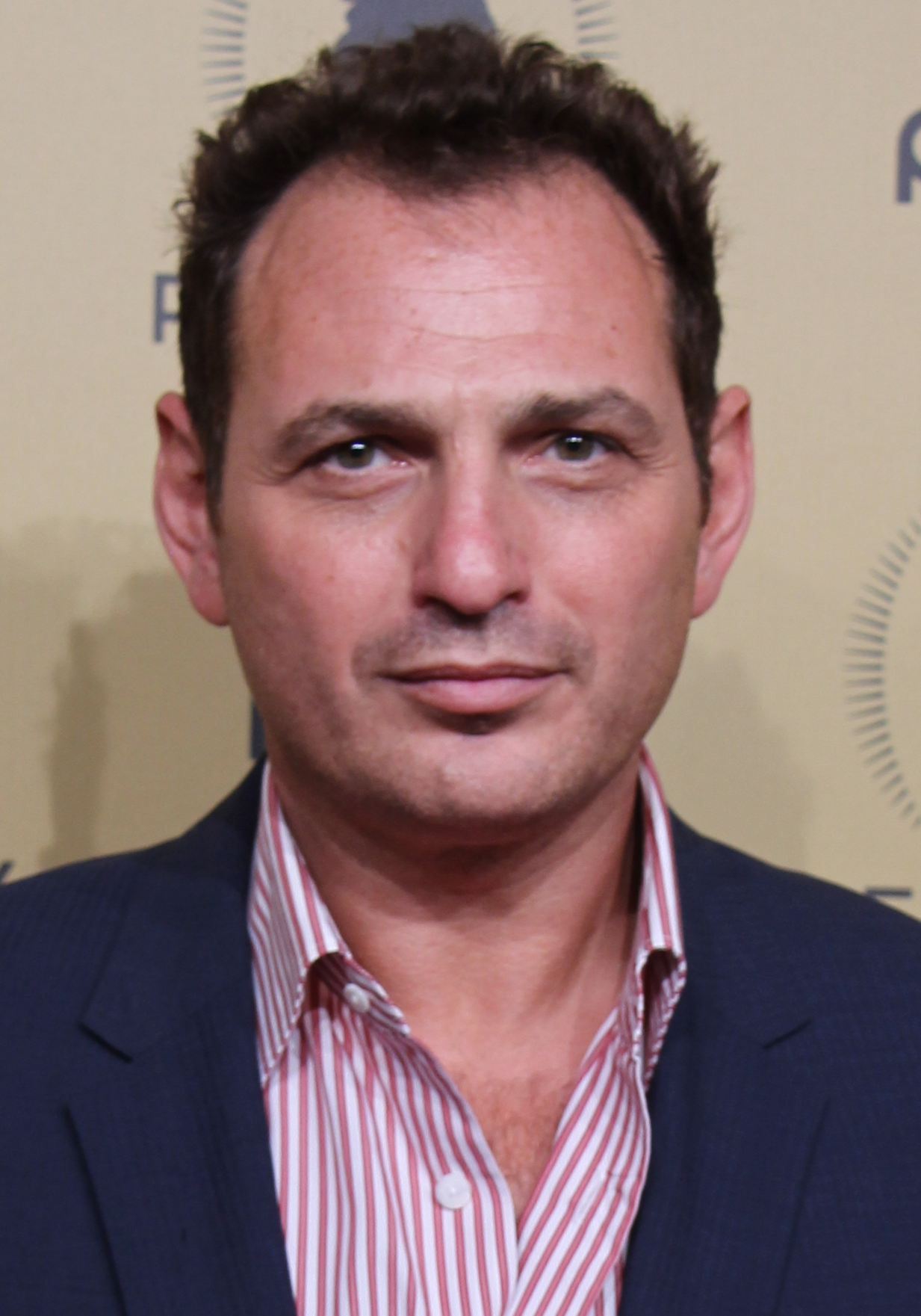
Lev Gorn interpreta Arkady Ivanovich Zotov
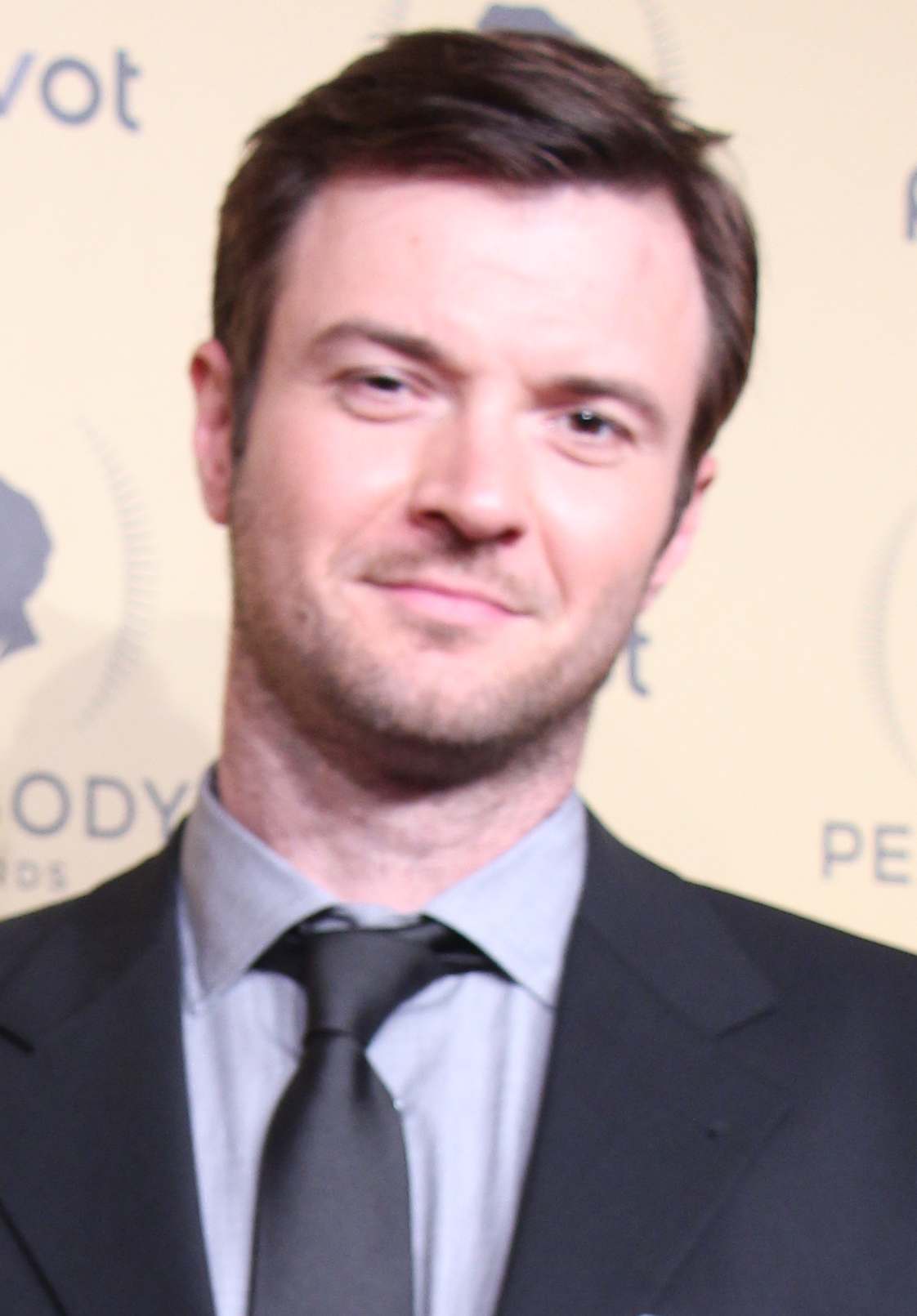
Costa Ronin interpreta Oleg Igorevich Burov
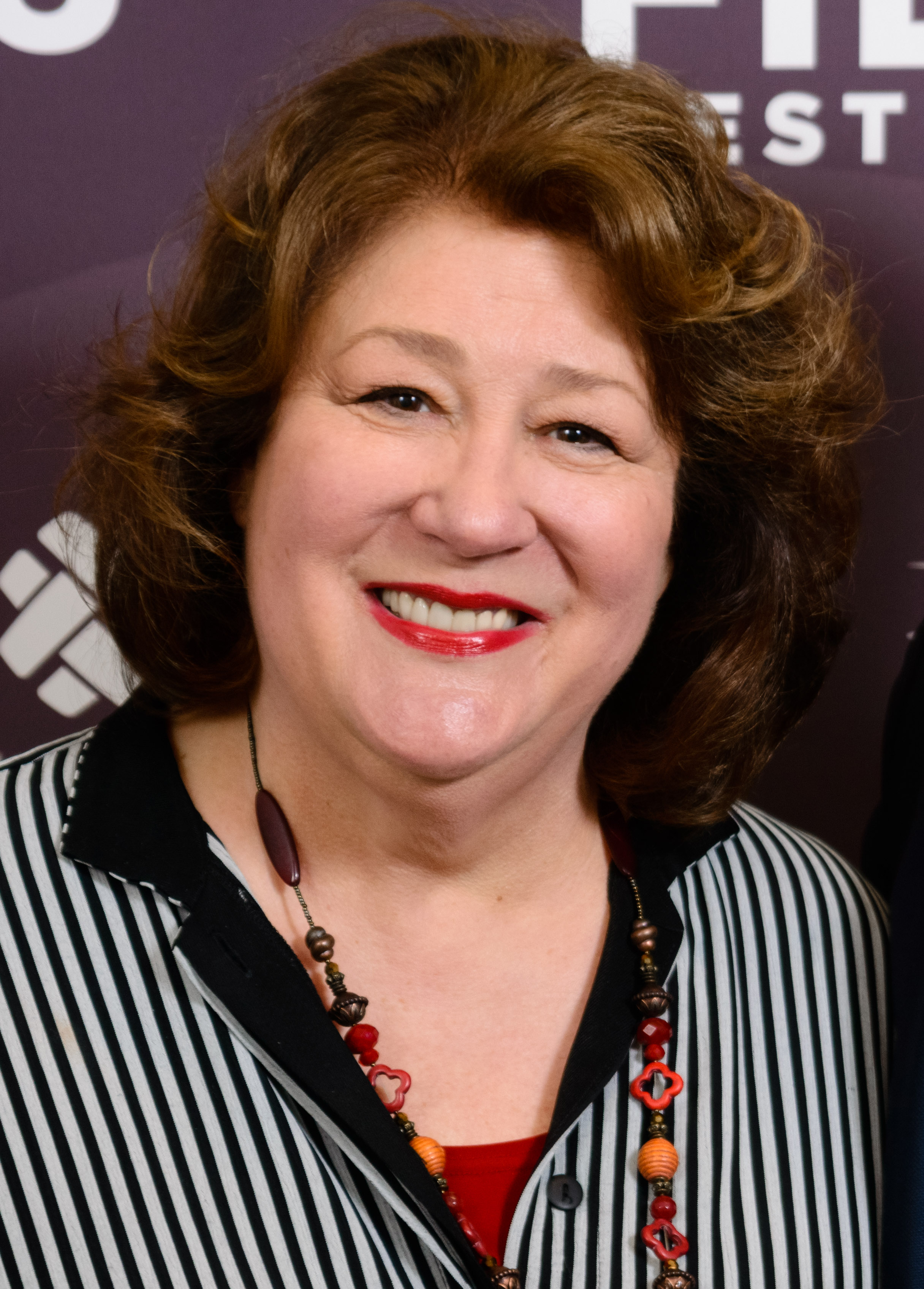
Margo Martindale interpreta Claudia

## Produzione

### Concezione
The Americans, una serie televisiva storica ambientata durante l'amministrazione Reagan, è stata delineata dal creatore della serie Joe Weisberg, un ex ufficiale della CIA. La serie si concentra sulla vita personale e professionale di due agenti sovietici di spicco collocati nella zona di Washington, D.C. negli anni 1960 e dei loro ignari bambini nati in America. La produzione della serie ebbe inizio nell'ottobre 2011, quando la rete via cavo FX commissionò la scrittura di una sceneggiatura per un potenziale nuovo episodio pilota a Joe Weisberg, che aveva ideato un soggetto che vedeva protagonisti agenti segreti sovietici operanti illegalmente negli Stati Uniti. Due mesi più tardi, il 16 dicembre, la rete diede il via libera alla produzione del pilot; per la regia del quale, nel mese di febbraio 2012, venne ingaggiato Gavin O'Connor. Il 9 agosto 2012, dopo le riprese del pilot, FX diede anche il via libera definitivo alla produzione di una prima stagione di tredici episodi.
Joe Weisberg, grande appassionato di spionaggio sin da ragazzo, tra il 1990 e il 1994 alle dipendenze della CIA, prese spunto per la creazione della serie dai risultati conseguiti nel 2010 dall'indagine dell'FBI denominata Operation Ghost Stories, che aveva portato alla scoperta negli Stati Uniti di una rete di spie dormienti russe soprannominata Illegals Program. Weisberg, tuttavia, decise di non collocare la storia nel presente, in quanto ormai la Russia non era più vista come un paese nemico dagli americani, a suo dire rimasti sconvolti e sconcertati dalla scoperta del 2010. L'autore ambientò quindi la trama all'inizio degli anni 1980, subito dopo l'elezione a presidente di Ronald Reagan.

### Cast

Poster pubblicitario della serie all'entrata della stazione 47th-50th Streets-Rockefeller Center della metropolitana di New York, raffigurante i protagonisti Keri Russell e Matthew Rhys (2018).

Il casting iniziò nel mese di marzo 2012. La prima attrice a venire scritturata fu Keri Russell, che il 7 marzo 2012 ottenne il ruolo della protagonista Elizabeth Jennings. Il 16 marzo si unì al cast anche Matthew Rhys, per il ruolo di Philip Jennings; mentre quattro giorni dopo fu ingaggiato anche Noah Emmerich, per il ruolo dell'agente dell'FBI Stan Beeman. Successivamente il cast principale si completò con Maximiliano Hernández, interprete dell'agente dell'FBI Chris Amador, mentre Holly Taylor e Keidrich Sellati vennero ingaggiati per interpretare Paige e Henry Jennings.
L'8 marzo 2013 fu promossa tra i personaggi principali anche Sandra Beeman, interpretata da Susan Misner; mentre il seguente 7 maggio anche Annet Mahendru e Alison Wright, interpreti rispettivamente di Nina e Martha, furono promosse nel cast principale.

### Riprese
La serie è stata girata a New York. Le riprese del pilot si svolsero tra la seconda metà di maggio 2012 e l'inizio del mese seguente. Dopo qualche settimana di ritardo provocato dall'uragano Sandy, il 26 novembre 2012 a Brooklyn iniziarono le riprese del resto degli episodi.

### Programmazione
Nel mese di dicembre 2012, FX fece sapere che The Americans avrebbe debuttato il 30 gennaio 2013. Il 21 febbraio 2013, dopo la trasmissione di soli quattro episodi, il network annunciò che la serie, visti gli ottimi riscontri di critica e pubblico, era stata rinnovata per una seconda stagione. Anch'essa composta da tredici episodi, è stata trasmessa dal 26 febbraio al 21 maggio 2014. Il 16 aprile 2014 è stato annunciato il rinnovo per una terza stagione, in onda dal 29 gennaio 2015. Il 31 marzo 2015 la serie viene rinnovata per una quarta stagione composta anch'essa di 13 episodi. Il 26 maggio 2016 viene rinnovata per altre due stagioni: una quinta, composta da 13 episodi, e una sesta, che sarà l'ultima, composta da 10 episodi, che sarà trasmessa nel 2018.

## Accoglienza

### Ascolti
L'anteprima dell'episodio pilota il 30 gennaio 2013 su FX fu seguita da 3,2 milioni di telespettatori, cifra che salì a 4,7 milioni comprendendo le successive repliche andate in onda nella stessa serata. Tali dati rappresentano uno dei migliori debutti di sempre su FX, superiore anche a quelli delle serie televisive American Horror Story e Sons of Anarchy, proposte dalla stessa rete.

### Critica
La serie fu accolta positivamente dalla critica. Il Chicago Sun-Times, valutandola con tre stelle e mezzo su quattro, la presentò come una nuova e avvincente serie con protagonista una coppia di agenti del KGB che fanno finta di vivere il sogno americano. Per il Time la trama è molto coinvolgente, offrendo un'interessante storia personale oltre le vicende legate agli intrighi politici dell'epoca. Per il New York Times, The Americans, giudicata come un «risultato notevole», è incentrata su una relazione delicata ma complessa, immersa in uno scenario ricco di suspense. Il San Francisco Chronicle elogiò sia le interpretazioni del cast che lo stile narrativo di Joe Weisberg. Variety apprezzò la colonna sonora e definì il soggetto allo stesso tempo affascinante e provocatorio, pur individuando alcune pecche nella narrazione. Il Wall Street Journal la giudicò come un'affascinante storia su una coppia di agenti dormienti, mentre Entertainment Weekly la presentò come un «coinvolgente thriller di spionaggio». Al termine della prima stagione, intervistato in proposito, lo scrittore Stephen King ha inoltre definito The Americans come la miglior serie TV dell'anno.

## Riconoscimenti
- 2013 – American Film Institute
  - Top 10 Show TV dell'anno[41]
- 2013 – TCA Awards
  - Miglior nuova serie[42]
- 2014 – American Film Institute
  - Top 10 Show TV dell'anno[43]
- 2015 – American Film Institute
  - Top 10 Show TV dell'anno[44]
- 2015 – Critics' Choice Television Award
  - Miglior serie drammatica[45]
- 2015 – Peabody Award
  - Peabody Award[46]
- 2015 – Primetime Emmy Awards

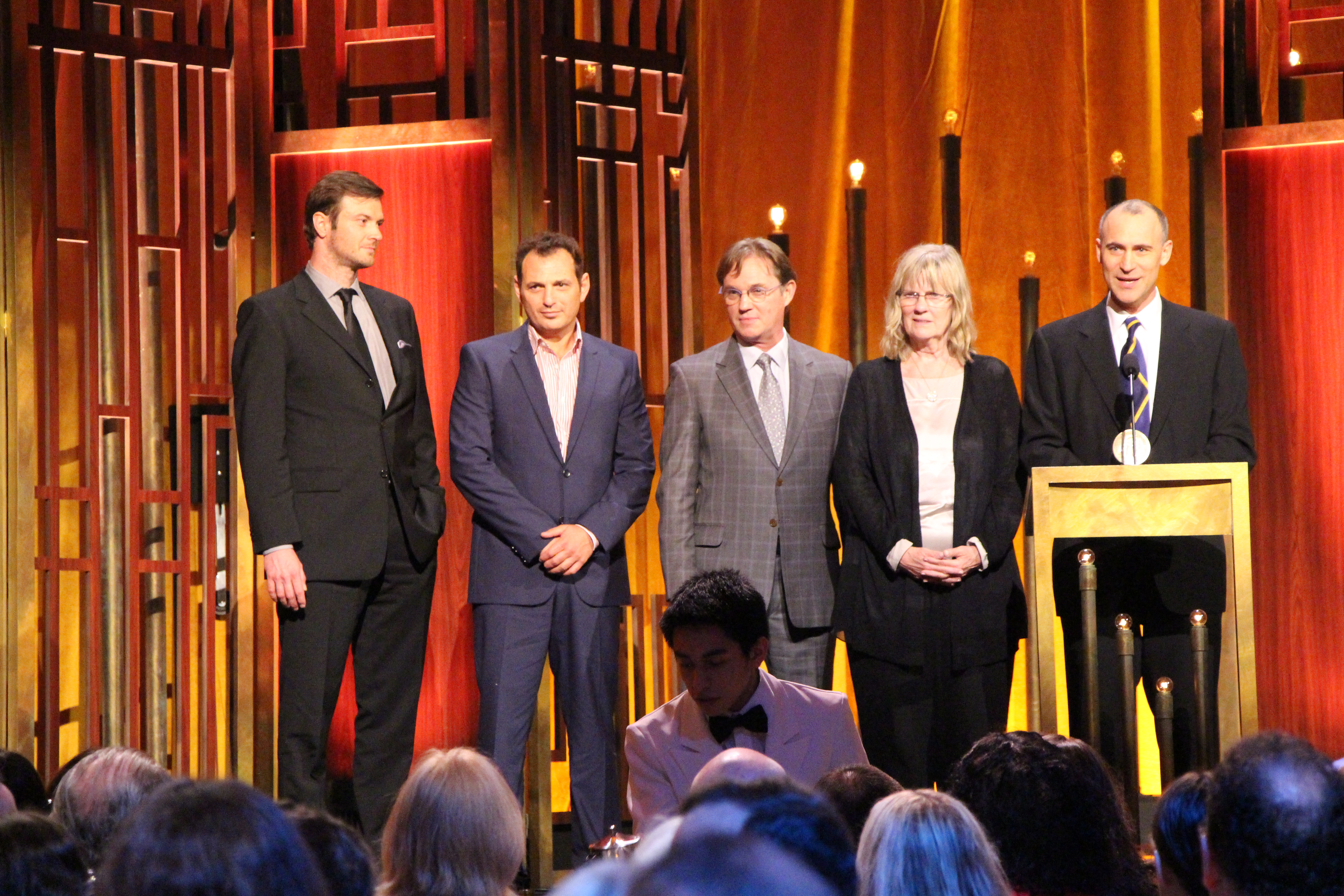
Parte del cast artistico e tecnico della serie viene premiato nel 2015 con il Peabody Award

  - Miglior attrice guest star in una serie drammatica a Margo Martindale
- 2015 – Satellite Award
  - Miglior attrice in una serie drammatica a Keri Russell[47]
- 2015 – TCA Awards
  - Miglior serie drammatica[48]
- 2015 – Young Artist Award
  - Miglior performance in una serie televisiva - Giovane attrice non protagonista a Holly Taylor[49]
- 2016 – Primetime Emmy Awards
  - Miglior attrice guest star in una serie drammatica a Margo Martindale
- 2018 – Primetime Emmy Awards
  - Miglior attore protagonista in una serie drammatica a Matthew Rhys
  - Miglior sceneggiatura per una serie drammatica a Joel Fields e a Joe Weisberger per l'episodio Inizio
- 2019 - Golden Globe
  - Miglior serie drammatica

## Trasmissione internazionale
In Canada la serie va in onda in contemporanea con gli Stati Uniti, dal 30 gennaio 2013 su FX Canada. Nel Regno Unito è trasmessa dal 1º giugno 2013 su ITV.
In Italia viene trasmessa su Fox dal 4 novembre 2013 e in chiaro su Rai 4 dal 7 giugno 2018.
Dal 2016 la serie viene trasmessa anche in Russia sul canale REN TV.